# Peoria Prancers
Die Peoria Prancers waren ein US-amerikanisches Eishockeyfranchise der International Hockey League aus Peoria, Illinois. Ihre Heimspielstätte war die Carver Arena.

## Geschichte
Die Peoria Prancers wurden 1982 als Franchise der International Hockey League gegründet. Der Klub konnte sowohl in der Saison 1982/83, als auch 1983/84 nicht die Play-offs erreichen und platzierte sich in beiden Spielzeiten jeweils in der unteren Tabellenhälfte der IHL. Im Sommer 1984 wurde das Team in Peoria Rivermen umbenannt.

## Saisonstatistik
Abkürzungen: GP = Spiele, W = Siege, L = Niederlagen, T = Unentschieden, OTL = Niederlagen nach Overtime SOL = Niederlagen nach Shootout, Pts = Punkte, GF = Erzielte Tore, GA = Gegentore, PIM = Strafminuten
| Saison  | GP | W  | L  | T  | OTL | SOL | Pts | Platz    | Playoffs           |
| 1982/83 | 82 | 25 | 47 | 10 | —   | —   | 62  | 6., West | nicht qualifiziert |
| 1983/84 | 82 | 29 | 48 | 5  | —   | —   | 66  | 6., IHL  | nicht qualifiziert |